# Sommer-Paralympics 2016/Teilnehmer (Polen)
| stlisierte Goldmedaille | stlisierte Silbermedaille | stlisierte Bronzemedaille |
| ----------------------- | ------------------------- | ------------------------- |
| 9                       | 18                        | 12                        |

Polen entsandte 36 Athletinnen und 54 Athleten zu den Paralympischen Sommerspielen 2016 in Rio de Janeiro,  die in 13 Sportarten antraten. Fahnenträger für Polen bei der Eröffnungsfeier war der Radsportler Rafal Wilk.

## Medaillen

### Medaillenspiegel
| Rang   | Sportart          | Gold | Silber | Bronze | Gesamt |
| ------ | ----------------- | ---- | ------ | ------ | ------ |
| 1      | Leichtathletik    | 4    | 9      | 4      | 17     |
| 2      | Tischtennis       | 2    | 3      | 3      | 8      |
| 3      | Radsport (Straße) | 2    | 3      | 0      | 5      |
| 4      | Parakanu          | 1    | 0      | 1      | 2      |
| 5      | Rollstuhlfechten  | 0    | 1      | 2      | 3      |
| 6      | Schwimmen         | 0    | 1      | 1      | 2      |
| 7      | Powerlifting      | 0    | 1      | 0      | 1      |
| 8      | Bogenschießen     | 0    | 0      | 1      | 1      |
| Gesamt | Gesamt            | 9    | 18     | 12     | 39     |

## Teilnehmer nach Sportart

### Bogenschießen
| Athleten                       | Wettbewerb    | Qualifikation | Qualifikation | 1. Runde    | 1. Runde | Achtelfinale      | Achtelfinale  | Viertelfinale   | Viertelfinale | Halbfinale    | Halbfinale    | Finale        | Finale        | Rang |
| Athleten                       | Wettbewerb    | Ringe         | Rang          | Gegner      | Ergebnis | Gegner            | Ergebnis      | Gegner          | Ergebnis      | Gegner        | Ergebnis      | Gegner        | Ergebnis      | Rang |
| ------------------------------ | ------------- | ------------- | ------------- | ----------- | -------- | ----------------- | ------------- | --------------- | ------------- | ------------- | ------------- | ------------- | ------------- | ---- |
| Männer                         |               |               |               |             |          |                   |               |                 |               |               |               |               |               |      |
| Adam Dudka                     | Compound Open | 655           | 23            | J. Forsberg | 136:141  | ausgeschieden     | ausgeschieden | ausgeschieden   | ausgeschieden | ausgeschieden | ausgeschieden | ausgeschieden | ausgeschieden | 17   |
| Piotr Sawicki                  | Recurve Open  | 621           | 8             | H. Sanawi   | 6:0      | A. Amarbayasgalan | 6:2           | E. Ranjbarkivaj | 3:7           | ausgeschieden | ausgeschieden | ausgeschieden | ausgeschieden | 5    |
| Frauen                         |               |               |               |             |          |                   |               |                 |               |               |               |               |               |      |
| Milena Olszewska               | Recurve Open  | 619           | 4             | P. Pooja    | 6:2      | W. Khuthawisap    | 6:0           | I. Melle        | 6:0           | Wu C.         | 1:7           | Lee H.-s.     | 6:5           |      |
| Mixed                          |               |               |               |             |          |                   |               |                 |               |               |               |               |               |      |
| Piotr Sawicki Milena Olszewska | Recurve Team  | 1240          | 3             | —           | —        | Irak              | 6:2           | Mongolei        | 4:5           | ausgeschieden | ausgeschieden | ausgeschieden | ausgeschieden | 5    |

### Leichtathletik
Laufen
| Athleten                                        | Wettbewerb | Vorlauf     | Vorlauf | Halbfinale | Halbfinale | Finale        | Finale        | Rang |
| Athleten                                        | Wettbewerb | Zeit        | Rang    | Zeit       | Rang       | Zeit          | Rang          | Rang |
| ----------------------------------------------- | ---------- | ----------- | ------- | ---------- | ---------- | ------------- | ------------- | ---- |
| Männer                                          |            |             |         |            |            |               |               |      |
| Mateusz Michalski                               | 100 m T13  | 11,09 s     | 3       | —          | —          | 11,01 s       | 5             | 5    |
| Michal Derus                                    | 100 m T47  | 10,79 s     | 2       | —          | —          | 10,79 s       | 2             |      |
| Daniel Pek                                      | 400 m T20  | 52,43 s     | 6       | —          | —          | ausgeschieden | ausgeschieden | 10   |
| Krzysztof Ciuksza                               | 400 m T36  | —           | —       | —          | —          | 55,97 s       | 4             | 4    |
| Krzysztof Ciuksza                               | 800 m T36  | —           | —       | —          | —          | 2:16,90 min   | 6             | 6    |
| Aleksander Kossakowski Guide: Sylwester Lepiarz | 1500 m T11 | DSQ         | DSQ     | —          | —          | ausgeschieden | ausgeschieden | DSQ  |
| Lukasz Wietecki                                 | 1500 m T13 | —           | —       | —          | —          | 3:54,20 min   | 5             | 5    |
| Daniel Pek                                      | 1500 m T20 | —           | —       | —          | —          | 3:56,17 min   | 2             |      |
| Rafal Korc                                      | 1500 m T20 | —           | —       | —          | —          | 3:56,54 min   | 4             | 4    |
| Lukasz Wietecki                                 | 5000 m T13 | —           | —       | —          | —          | 15:36,04 min  | 10            | 10   |
| Frauen                                          |            |             |         |            |            |               |               |      |
| Anna Trener-Wierciak                            | 100 m T38  | 13,70 s     | 5       | —          | —          | ausgeschieden | ausgeschieden | 9    |
| Alicja Fiodorow                                 | 100 m T47  | 12,43 s     | 1       | —          | —          | 12,46 s       | 2             |      |
| Katarzyna Piekart                               | 100 m T47  | 13,36 s     | 6       | —          | —          | ausgeschieden | ausgeschieden | 9    |
| Joanna Mazur Guide: Michal Stawicki             | 200 m T11  | 26,62 s     | 3       | 26,87 s    | 4          | ausgeschieden | ausgeschieden | 11   |
| Alicja Fiodorow                                 | 200 m T47  | 25,85 s     | 1       | —          | —          | 25,61 s       | 2             |      |
| Joanna Mazur                                    | 400 m T11  | 59,05 s     | 3       | —          | —          | ausgeschieden | ausgeschieden | 7    |
| Barbara Niewiedzial                             | 400 m T20  | 59,20 s     | 3       | —          | —          | 58,51 s       | 3             |      |
| Sabina Stenka                                   | 400 m T20  | 59,63 s     | 2       | —          | —          | 59,27 s       | 5             | 5    |
| Arleta Meloch                                   | 400 m T20  | 1:01,32 min | 5       | —          | —          | ausgeschieden | ausgeschieden | 10   |
| Barbara Niewiedzial                             | 1500 m T20 | —           | —       | —          | —          | 4:24,37 min   | 1             |      |
| Sabina Stenka                                   | 1500 m T20 | —           | —       | —          | —          | DNS           | DNS           | DNS  |
| Arleta Meloch                                   | 1500 m T20 | —           | —       | —          | —          | 4:33,19 min   | 4             | 4    |

Springen und Werfen
| Athleten             | Wettbewerb       | Finale   | Finale | Rang |
| Athleten             | Wettbewerb       | Weite    | Rang   | Rang |
| -------------------- | ---------------- | -------- | ------ | ---- |
| Männer               |                  |          |        |      |
| Mariusz Sobczak      | Weitsprung T36   | 5,15 m   | 6      | 6    |
| Maciej Lepiato       | Weitsprung T44   | 6,05 m   | 11     | 11   |
| Michal Derus         | Weitsprung T47   | 6,56 m   | 11     | 11   |
| Lukasz Mamczarz      | Hochsprung T42   | 1,77 m   | 4      | 4    |
| Maciej Lepiato       | Hochsprung T44   | 2,19 m   | 1      |      |
| Miroslaw Madzia      | Diskuswerfen F11 | 32,50 m  | 7      | 7    |
| Tomasz Blatkiewicz   | Diskuswerfen F37 | 44,26 m  | 8      | 8    |
| Robert Jachimowicz   | Diskuswerfen F52 | 19,10 m  | 2      |      |
| Adrian Imianowski    | Diskuswerfen F52 | 16,33 m  | 5      | 5    |
| Maciej Sochal        | Keulenwerfen F32 | 33,91 m  | 1      |      |
| Maciej Sochal        | Kugelstoßen F32  | 8,60 m   | 4      | 4    |
| Pawel Piotrowski     | Kugelstoßen F36  | 13,34 m  | 5      | 5    |
| Tomasz Blatkiewicz   | Kugelstoßen F37  | 12,61 m  | 6      | 6    |
| Bartosz Tyszkowski   | Kugelstoßen F41  | 13,56 m  | 2      |      |
| Lech Stoltman        | Kugelstoßen F55  | 11,39 mm | 3      |      |
| Karol Kozun          | Kugelstoßen F55  | 11,33 m  | 4      | 4    |
| Janusz Rokicki       | Kugelstoßen F57  | 14,26 m  | 2      |      |
| Bartosz Tyszkowski   | Speerwerfen F41  | 35,93 m  | 8      | 8    |
| Frauen               |                  |          |        |      |
| Karolina Kucharczyk  | Weitsprung T20   | 5,55 m   | 2      |      |
| Anna Trener-Wierciak | Weitsprung T38   | 4,53 m   | 3      |      |
| Katarzyna Piekart    | Weitsprung T47   | 5,05 m   | 8      | 8    |
| Renata Sliwinska     | Diskuswerfen F41 | 23,34 m  | 6      | 6    |
| Ewa Durska           | Kugelstoßen F20  | 13,94 m  | 1      |      |
| Lucyna Kornobys      | Kugelstoßen F34  | 8,00 m   | 2      |      |
| Renata Sliwinska     | Kugelstoßen F40  | 6,64 m   | 6      | 6    |
| Lucyna Kornobys      | Speerwerfen F34  | 17,88 m  | 4      | 4    |
| Katarzyna Piekart    | Speerwerfen F46  | 41,07 m  | 3      |      |

### Kanu
| Athleten        | Wettbewerb | Vorlauf      | Vorlauf | Halbfinale | Halbfinale | Finale        | Finale        | Rang   |
| Athleten        | Wettbewerb | Zeit         | Rang    | Zeit       | Rang       | Zeit          | Rang          | Rang   |
| --------------- | ---------- | ------------ | ------- | ---------- | ---------- | ------------- | ------------- | ------ |
| Männer          |            |              |         |            |            |               |               |        |
| Jakub Tokarz    | KL1 200 m  | 55,469 s     | 3       | 54,241 s   | 1          | 51,084 s      | 1             | Gold   |
| Mateusz Surwilo | KL3 200 m  | 50,339 s     | 5       | 45,189 s   | 5          | ausgeschieden | ausgeschieden | 9      |
| Frauen          |            |              |         |            |            |               |               |        |
| Kamila Kubas    | KL1 200 m  | 1:01,387 min | 2       | —          | —          | 1:00,323 min  | 3             | Bronze |

### Powerlifting (Bankdrücken)
| Athleten                    | Wettbewerb | Ergebnis | Rang   |
| --------------------------- | ---------- | -------- | ------ |
| Männer                      |            |          |        |
| Mariusz Tomczyk             | bis 59 kg  | NVL      | NVL    |
| Grzegorz Lanzer             | bis 65 kg  | 170 kg   | 8      |
| Marek Trykacz               | bis 72 kg  | 173 kg   | 4      |
| Frauen                      |            |          |        |
| Justyna Kozdryk             | bis 45 kg  | 95 kg    | 4      |
| Malgorzata Halas-Koralewska | bis 61 kg  | 100 kg   | 4      |
| Marzena Zieba               | über 86 kg | 134 kg   | Silber |

### Radsport

#### Straße
| Athleten                                      | Wettbewerb            | Zeit         | Rang   |
| --------------------------------------------- | --------------------- | ------------ | ------ |
| Männer                                        |                       |              |        |
| Przemyslaw Wegner Pilot: Artur Korc           | Einzelzeitfahren B    | 36:18,39 min | 5      |
| Przemyslaw Wegner Pilot: Artur Korc           | Straßenrennen B       | 2:31:46 h    | 7      |
| Marcin Polak Pilot: Michal Ryszard Ladosz     | Einzelzeitfahren B    | 36:50,06 min | 11     |
| Marcin Polak Pilot: Michal Ryszard Ladosz     | Straßenrennen B       | DNF          | DNF    |
| Rafal Wilk                                    | Einzelzeitfahren H4   | 27:39,31 min | Gold   |
| Rafal Wilk                                    | Straßenrennen H4      | 1:28:51 h    | Silber |
| Arkadiusz Skrzypinski                         | Einzelzeitfahren H4   | 30:12,01 min | 8      |
| Arkadiusz Skrzypinski                         | Straßenrennen H4      | 1:35:04 h    | 10     |
| Frauen                                        |                       |              |        |
| Anna Harkowska                                | Einzelzeitfahren C5   | 28:52,79 min | Silber |
| Anna Harkowska                                | Straßenrennen C4-5    | 2:19:11 h    | Silber |
| Iwona Podkoscielna Pilotin: Aleksandra Teclaw | Einzelzeitfahren B    | 39:54,45 min | 5      |
| Iwona Podkoscielna Pilotin: Aleksandra Teclaw | Straßenrennen B       | 1:58:02 h    | Gold   |
| Anna Duzikowska Pilotin: Natalia Morytko      | Einzelzeitfahren B    | 43:28,31 min | 14     |
| Anna Duzikowska Pilotin: Natalia Morytko      | Straßenrennen B       | 2:12:14 h    | 13     |
| Renata Kaluza                                 | Einzelzeitfahren H1-3 | 34:33,96 min | 4      |
| Renata Kaluza                                 | Straßenrennen H1-4    | 1:16:46 h    | 5      |

#### Bahn
| Athleten                                      | Wettbewerb                  | Qualifikation | Qualifikation | Finals        | Finals        | Rang |
| Athleten                                      | Wettbewerb                  | Zeit          | Rang          | Gegner        | Zeit          | Rang |
| --------------------------------------------- | --------------------------- | ------------- | ------------- | ------------- | ------------- | ---- |
| Männer                                        |                             |               |               |               |               |      |
| Przemyslaw Wegner Pilot: Artur Korc           | 4000 m Einerverfolgung B    | 4:26,972 min  | 10            | ausgeschieden | ausgeschieden | 10   |
| Marcin Polak Pilot: Michal Ryszard Ladosz     | 4000 m Einerverfolgung B    | 4:27,997 min  | 11            | ausgeschieden | ausgeschieden | 11   |
| Frauen                                        |                             |               |               |               |               |      |
| Iwona Podkoscielna Pilotin: Aleksandra Teclaw | 3000 m Einerverfolgung B    | 3:41,944 min  | 8             | ausgeschieden | ausgeschieden | 8    |
| Iwona Podkoscielna Pilotin: Aleksandra Teclaw | 1000 m Einzelzeitfahren B   | —             | —             | —             | 1:13,441 min  | 9    |
| Anna Duzikowska Pilotin: Natalia Morytko      | 3000 m Einerverfolgung B    | 3:48,026 min  | 12            | ausgeschieden | ausgeschieden | 12   |
| Anna Duzikowska Pilotin: Natalia Morytko      | 1000 m Einzelzeitfahren B   | —             | —             | —             | 1:14,889 min  | 11   |
| Anna Harkowska                                | 3000 m Einerverfolgung C5   | 3:53,745 min  | 4             | S. Bosco      | 3:54,701 min  | 4    |
| Anna Harkowska                                | 500 m Einzelzeitfahren C4-5 | —             | —             | —             | 41,094 s      | 13   |

### Reiten
| Athleten                    | Wettbewerb(e)             | Punkte/Prozent | Rang |
| --------------------------- | ------------------------- | -------------- | ---- |
| Karolina Karwowska mit Emol | Individual Test-Grade III | 61,683 %       | 16   |

### Rudern
| Athleten                      | Wettbewerb           | Vorlauf    | Vorlauf | Hoffnungslauf | Hoffnungslauf | Finale     | Finale | Rang |
| Athleten                      | Wettbewerb           | Zeit (min) | Rang    | Zeit (min)    | Rang          | Zeit (min) | Rang   | Rang |
| ----------------------------- | -------------------- | ---------- | ------- | ------------- | ------------- | ---------- | ------ | ---- |
| Mixed                         |                      |            |         |               |               |            |        |      |
| Jolanta Majka Michal Gadowski | Doppelzweier Tamix2x | 4:08,02    | 4       | 4:07,25       | 2             | 4:06,26    | 6      | 6    |

### Rollstuhlfechten
| Männer                                         |                    |                   |       |               |               |                     |               |               |               |    |
| Dariusz Pender                                 | Degen Einzel A     | S. Colaco         | 5:0   | Sun Gang      | 10:15         | ausgeschieden       | ausgeschieden | ausgeschieden | ausgeschieden | 5  |
| Dariusz Pender                                 | Degen Einzel A     | Tian J.           | 4:5   | Sun Gang      | 10:15         | ausgeschieden       | ausgeschieden | ausgeschieden | ausgeschieden | 5  |
| Dariusz Pender                                 | Degen Einzel A     | P. Gilliver       | 4:5   | Sun Gang      | 10:15         | ausgeschieden       | ausgeschieden | ausgeschieden | ausgeschieden | 5  |
| Dariusz Pender                                 | Degen Einzel A     | R. Citerne        | 2:5   | Sun Gang      | 10:15         | ausgeschieden       | ausgeschieden | ausgeschieden | ausgeschieden | 5  |
| Dariusz Pender                                 | Degen Einzel A     | G. Mato           | 3:5   | Sun Gang      | 10:15         | ausgeschieden       | ausgeschieden | ausgeschieden | ausgeschieden | 5  |
| Kamil Rzasa                                    | Degen Einzel B     | A. Ali            | 1:4   | Y.Ifebe       | 12:15         | ausgeschieden       | ausgeschieden | ausgeschieden | ausgeschieden | 5  |
| Kamil Rzasa                                    | Degen Einzel B     | R. Massarutt      | 5:2   | Y.Ifebe       | 12:15         | ausgeschieden       | ausgeschieden | ausgeschieden | ausgeschieden | 5  |
| Kamil Rzasa                                    | Degen Einzel B     | M.-A. Cratere     | 3:2   | Y.Ifebe       | 12:15         | ausgeschieden       | ausgeschieden | ausgeschieden | ausgeschieden | 5  |
| Kamil Rzasa                                    | Degen Einzel B     | J. Silva Guissone | 5:3   | Y.Ifebe       | 12:15         | ausgeschieden       | ausgeschieden | ausgeschieden | ausgeschieden | 5  |
| Dariusz Pender                                 | Florett Einzel A   | M. Kavalenia      | 5:1   | M. Betti      | 15:14         | Ye Ruyi             | 2:15          | Sun Gang      | 11:15         | 4  |
| Dariusz Pender                                 | Florett Einzel A   | E. Lambertini     | 5:2   | M. Betti      | 15:14         | Ye Ruyi             | 2:15          | Sun Gang      | 11:15         | 4  |
| Dariusz Pender                                 | Florett Einzel A   | D. Tokatlian      | 5:3   | M. Betti      | 15:14         | Ye Ruyi             | 2:15          | Sun Gang      | 11:15         | 4  |
| Dariusz Pender                                 | Florett Einzel A   | Sun Gang          | 3:5   | M. Betti      | 15:14         | Ye Ruyi             | 2:15          | Sun Gang      | 11:15         | 4  |
| Dariusz Pender                                 | Florett Einzel A   | Chan W. K.        | 5:0   | M. Betti      | 15:14         | Ye Ruyi             | 2:15          | Sun Gang      | 11:15         | 4  |
| Michal Nalewajek                               | Florett Einzel A   | P. Gilliver       | 5:2   | R. Osvath     | 8:15          | ausgeschieden       | ausgeschieden | ausgeschieden | ausgeschieden | 5  |
| Michal Nalewajek                               | Florett Einzel A   | Cheong M. C.      | 5:0   | R. Osvath     | 8:15          | ausgeschieden       | ausgeschieden | ausgeschieden | ausgeschieden | 5  |
| Michal Nalewajek                               | Florett Einzel A   | M. Betti          | 5:2   | R. Osvath     | 8:15          | ausgeschieden       | ausgeschieden | ausgeschieden | ausgeschieden | 5  |
| Michal Nalewajek                               | Florett Einzel A   | R. Osvath         | 2:5   | R. Osvath     | 8:15          | ausgeschieden       | ausgeschieden | ausgeschieden | ausgeschieden | 5  |
| Michal Nalewajek                               | Florett Einzel A   | Ye Ruyi           | 1:5   | R. Osvath     | 8:15          | ausgeschieden       | ausgeschieden | ausgeschieden | ausgeschieden | 5  |
| Jacek Gaworski                                 | Florett Einzel B   | V. Luis Chaves    | 5:2   | M. Valet      | 6:15          | ausgeschieden       | ausgeschieden | ausgeschieden | ausgeschieden | 5  |
| Jacek Gaworski                                 | Florett Einzel B   | Hu D.             | 4:5   | M. Valet      | 6:15          | ausgeschieden       | ausgeschieden | ausgeschieden | ausgeschieden | 5  |
| Jacek Gaworski                                 | Florett Einzel B   | J. Silva Guissone | 5:0   | M. Valet      | 6:15          | ausgeschieden       | ausgeschieden | ausgeschieden | ausgeschieden | 5  |
| Jacek Gaworski                                 | Florett Einzel B   | Marco Cima        | 5:3   | M. Valet      | 6:15          | ausgeschieden       | ausgeschieden | ausgeschieden | ausgeschieden | 5  |
| Adrian Castro                                  | Säbel Einzel B     | B. Cheema         | 5:1   | Feng Y.       | 15:11         | A. Datsko           | 8:15          | G. Pluta      | 15:8          |    |
| Adrian Castro                                  | Säbel Einzel B     | P. Triantafyllou  | 3:5   | Feng Y.       | 15:11         | A. Datsko           | 8:15          | G. Pluta      | 15:8          |    |
| Adrian Castro                                  | Säbel Einzel B     | Feng Y.           | 5:1   | Feng Y.       | 15:11         | A. Datsko           | 8:15          | G. Pluta      | 15:8          |    |
| Adrian Castro                                  | Säbel Einzel B     | P. Mainville      | 5:1   | Feng Y.       | 15:11         | A. Datsko           | 8:15          | G. Pluta      | 15:8          |    |
| Grzegorz Pluta                                 | Säbel Einzel B     | A. Datsko         | 5:4   | A. Sarri      | 15:13         | P. Triantafyllou    | 14:15         | A. Castro     | 8:15          | 4  |
| Grzegorz Pluta                                 | Säbel Einzel B     | M.-A. Cratere     | 4:5   | A. Sarri      | 15:13         | P. Triantafyllou    | 14:15         | A. Castro     | 8:15          | 4  |
| Grzegorz Pluta                                 | Säbel Einzel B     | J. Brinson        | 5:2   | A. Sarri      | 15:13         | P. Triantafyllou    | 14:15         | A. Castro     | 8:15          | 4  |
| Grzegorz Pluta                                 | Säbel Einzel B     | A. Sarri          | 1:5   | A. Sarri      | 15:13         | P. Triantafyllou    | 14:15         | A. Castro     | 8:15          | 4  |
| Dariusz Pender Kamil Rzasa Michal Nalewajek    | Degen Mannschaft   | China             | 38:45 | —             | —             | Frankreich          | 28:45         | Griechenland  | 45:29         |    |
| Dariusz Pender Kamil Rzasa Michal Nalewajek    | Degen Mannschaft   | Italien           | 45:27 | —             | —             | Frankreich          | 28:45         | Griechenland  | 45:29         |    |
| Dariusz Pender Jacek Gaworski Michal Nalewajek | Florett Mannschaft | Italien           | 45:42 | —             | —             | Frankreich          | 45:37         | China         | 27:45         |    |
| Dariusz Pender Jacek Gaworski Michal Nalewajek | Florett Mannschaft | Hongkong          | 45:35 | —             | —             | Frankreich          | 45:37         | China         | 27:45         |    |
| Frauen                                         |                    |                   |       |               |               |                     |               |               |               |    |
| Marta Fidrych                                  | Degen Einzel A     | Bian J.           | 5:3   | Bian J.       | 12:15         | ausgeschieden       | ausgeschieden | ausgeschieden | ausgeschieden | 5  |
| Marta Fidrych                                  | Degen Einzel A     | Y. Breus          | 5:2   | Bian J.       | 12:15         | ausgeschieden       | ausgeschieden | ausgeschieden | ausgeschieden | 5  |
| Marta Fidrych                                  | Degen Einzel A     | Yu Chui Yee       | 5:0   | Bian J.       | 12:15         | ausgeschieden       | ausgeschieden | ausgeschieden | ausgeschieden | 5  |
| Marta Fidrych                                  | Degen Einzel A     | P. Rozkova        | 5:3   | Bian J.       | 12:15         | ausgeschieden       | ausgeschieden | ausgeschieden | ausgeschieden | 5  |
| Marta Fidrych                                  | Degen Einzel A     | A. Veres          | 2:5   | Bian J.       | 12:15         | ausgeschieden       | ausgeschieden | ausgeschieden | ausgeschieden | 5  |
| Renata Burdon                                  | Degen Einzel A     | G. Collis         | 2:5   | ausgeschieden | ausgeschieden | ausgeschieden       | ausgeschieden | ausgeschieden | ausgeschieden | 11 |
| Renata Burdon                                  | Degen Einzel A     | A. Halkina        | 1:5   | ausgeschieden | ausgeschieden | ausgeschieden       | ausgeschieden | ausgeschieden | ausgeschieden | 11 |
| Renata Burdon                                  | Degen Einzel A     | Z. Krajnyák       | 1:5   | ausgeschieden | ausgeschieden | ausgeschieden       | ausgeschieden | ausgeschieden | ausgeschieden | 11 |
| Renata Burdon                                  | Degen Einzel A     | L. Deluca         | 4:5   | ausgeschieden | ausgeschieden | ausgeschieden       | ausgeschieden | ausgeschieden | ausgeschieden | 11 |
| Renata Burdon                                  | Degen Einzel A     | Zou X.            | 1:5   | ausgeschieden | ausgeschieden | ausgeschieden       | ausgeschieden | ausgeschieden | ausgeschieden | 11 |
| Marta Makowska                                 | Degen Einzel B     | Yao F.            | 3:5   | S. Jana       | 5:15          | ausgeschieden       | ausgeschieden | ausgeschieden | ausgeschieden | 5  |
| Marta Makowska                                 | Degen Einzel B     | T. Pozniak        | 5:2   | S. Jana       | 5:15          | ausgeschieden       | ausgeschieden | ausgeschieden | ausgeschieden | 5  |
| Marta Makowska                                 | Degen Einzel B     | S. Briese-Baetke  | 4:5   | S. Jana       | 5:15          | ausgeschieden       | ausgeschieden | ausgeschieden | ausgeschieden | 5  |
| Marta Makowska                                 | Degen Einzel B     | K. Loufaki        | 5:0   | S. Jana       | 5:15          | ausgeschieden       | ausgeschieden | ausgeschieden | ausgeschieden | 5  |
| Marta Makowska                                 | Degen Einzel B     | C. Demaude        | 5:2   | S. Jana       | 5:15          | ausgeschieden       | ausgeschieden | ausgeschieden | ausgeschieden | 5  |
| Marta Makowska                                 | Florett Einzel B   | C. Demaude        | 5:3   | B. Vio        | 6:15          | ausgeschieden       | ausgeschieden | ausgeschieden | ausgeschieden | 5  |
| Marta Makowska                                 | Florett Einzel B   | Chan Y. C.        | 0:5   | B. Vio        | 6:15          | ausgeschieden       | ausgeschieden | ausgeschieden | ausgeschieden | 5  |
| Marta Makowska                                 | Florett Einzel B   | Zhou J.           | 1:5   | B. Vio        | 6:15          | ausgeschieden       | ausgeschieden | ausgeschieden | ausgeschieden | 5  |
| Marta Makowska                                 | Florett Einzel B   | G. Dani           | 5:2   | B. Vio        | 6:15          | ausgeschieden       | ausgeschieden | ausgeschieden | ausgeschieden | 5  |
| Marta Makowska                                 | Florett Einzel B   | T. Pozniak        | 3:5   | B. Vio        | 6:15          | ausgeschieden       | ausgeschieden | ausgeschieden | ausgeschieden | 5  |
| Marta Fidrych Marta Makowska Renata Burdon     | Degen Mannschaft   | Hongkong          | 27:45 | —             | —             | Volksrepublik China | 39:45         | Ungarn        | 44:45         | 4  |
| Marta Fidrych Marta Makowska Renata Burdon     | Degen Mannschaft   | Brasilien         | 45:25 | —             | —             | Volksrepublik China | 39:45         | Ungarn        | 44:45         | 4  |

### Rollstuhltennis
| Athleten                            | Wettbewerb | 1. Runde   | 1. Runde | 2. Runde                     | 2. Runde      | Achtelfinale       | Achtelfinale  | Viertelfinale | Viertelfinale | Halbfinale    | Halbfinale    | Finale / Platz 3 | Finale / Platz 3 | Rang |
| Athleten                            | Wettbewerb | Gegner     | Ergebnis | Gegner                       | Ergebnis      | Gegner             | Ergebnis      | Gegner        | Ergebnis      | Gegner        | Ergebnis      | Gegner           | Ergebnis         | Rang |
| ----------------------------------- | ---------- | ---------- | -------- | ---------------------------- | ------------- | ------------------ | ------------- | ------------- | ------------- | ------------- | ------------- | ---------------- | ---------------- | ---- |
| Männer                              |            |            |          |                              |               |                    |               |               |               |               |               |                  |                  |      |
| Kamil Fabisiak                      | Einzel     | M. Pomme   | 6:1, 6:1 | T. Sanada                    | 0:6, 1:6      | ausgeschieden      | ausgeschieden | ausgeschieden | ausgeschieden | ausgeschieden | ausgeschieden | ausgeschieden    | ausgeschieden    | 17   |
| Tadeusz Kruszelnicki                | Einzel     | A. Ledesma | 6:2, 6:2 | M. Scheffers                 | 2:6, 0:6      | ausgeschieden      | ausgeschieden | ausgeschieden | ausgeschieden | ausgeschieden | ausgeschieden | ausgeschieden    | ausgeschieden    | 17   |
| Kamil Fabisiak Tadeusz Kruszelnicki | Doppel     | —          | —        | Australien Kellerman, Weekes | 7:5, 3:6, 6:3 | Japan Miki, Sanada | 2:6, 2:6      | ausgeschieden | ausgeschieden | ausgeschieden | ausgeschieden | ausgeschieden    | ausgeschieden    | 9    |

### Segeln
| Mixed                       |                        |      |   |   |
| Piotr Cichocki Monika Gibes | Zweier Kielboot Skud18 | 37,0 | 4 | 4 |

### Schießen
| Athleten        | Wettbewerb             | Qualifikation   | Qualifikation | Finale          | Finale        | Rang |
| Athleten        | Wettbewerb             | Ringe/ Scheiben | Rang          | Ringe/ Scheiben | Rang          | Rang |
| --------------- | ---------------------- | --------------- | ------------- | --------------- | ------------- | ---- |
| Männer          |                        |                 |               |                 |               |      |
| Szymon Sowinski | 10 m Luftpistole SH1   | 561             | 6             | 153,4           | 4             | 4    |
| Filip Rodzik    | 10 m Luftpistole SH1   | 534             | 31            | ausgeschieden   | ausgeschieden | 31   |
| Mixed           |                        |                 |               |                 |               |      |
| Szymon Sowinski | 25 m Sportpistole SH1  | 557             | 16            | ausgeschieden   | ausgeschieden | 16   |
| Filip Rodzik    | 25 m Sportpistole SH1  | 548             | 21            | ausgeschieden   | ausgeschieden | 21   |
| Szymon Sowinski | 50 m freie Pistole SH1 | 525             | 10            | ausgeschieden   | ausgeschieden | 10   |
| Filip Rodzik    | 50 m freie Pistole SH1 | 458             | 34            | ausgeschieden   | ausgeschieden | 34   |

### Schwimmen
| Athleten                | Wettbewerb              | Vorlauf     | Vorlauf | Finale        | Finale        | Rang   |
| Athleten                | Wettbewerb              | Zeit        | Rang    | Zeit          | Rang          | Rang   |
| ----------------------- | ----------------------- | ----------- | ------- | ------------- | ------------- | ------ |
| Männer                  |                         |             |         |               |               |        |
| Jacek Czech             | 50 m Rücken S2          | 1:02,28 min | 6       | 1:01,91 min   | 6             | 6      |
| Jacek Czech             | 100 m Rücken S2         | 2:24,83 min | 8       | 2:17,08 min   | 7             | 7      |
| Patryk Biskup           | 100 m Rücken S9         | 1:05,00 min | 1       | 1:05,10 min   | 5             | 5      |
| Patryk Biskup           | 100 m Freistil S9       | 1:01,78 min | 19      | ausgeschieden | ausgeschieden | 19     |
| Patryk Biskup           | 400 m Freistil S9       | 4:35,68 min | 10      | ausgeschieden | ausgeschieden | 10     |
| Patryk Biskup           | 200 m Lagen SM9         | 2:28,59 min | 12      | ausgeschieden | ausgeschieden | 12     |
| Wojciech Artur Makowski | 100 m Rücken S11        | 1:09,40 min | 1       | 1:08,26 min   | 2             | Silber |
| Wojciech Artur Makowski | 50 m Freistil S11       | 27,93 s     | 12      | ausgeschieden | ausgeschieden | 12     |
| Wojciech Artur Makowski | 100 m Freistil S11      | 1:01,53 min | 6       | 1:01,74 min   | 7             | 7      |
| Kamil Wiktor Rzetelski  | 100 m Brust SB13        | 1:14,62 min | 10      | ausgeschieden | ausgeschieden | 10     |
| Kamil Wiktor Rzetelski  | 100 m Schmetterling S13 | 1:02,73 min | 15      | ausgeschieden | ausgeschieden | 15     |
| Kamil Wiktor Rzetelski  | 50 m Freistil S13       | 26,09 s     | 14      | ausgeschieden | ausgeschieden | 14     |
| Kamil Wiktor Rzetelski  | 100 m Freistil S13      | 58,20 s     | 20      | ausgeschieden | ausgeschieden | 20     |
| Frauen                  |                         |             |         |               |               |        |
| Karolina Hamer          | 50 m Rücken S4          | 1:03,11 min | 9       | ausgeschieden | ausgeschieden | 9      |
| Karolina Hamer          | 50 m Freistil S4        | 57,11 s     | 13      | ausgeschieden | ausgeschieden | 13     |
| Karolina Hamer          | 150 m Lagen SM4         | 3:21,26 min | 7       | DSQ           | DSQ           | DSQ    |
| Paulina Wozniak         | 100 m Brust SB8         | 1:25,21 min | 3       | 1:25,04 min   | 4             | 4      |
| Paulina Wozniak         | 100 m Schmetterling S9  | 1:17,27 min | 17      | ausgeschieden | ausgeschieden | 17     |
| Paulina Wozniak         | 200 m Lagen SM9         | 2:42,72 min | 12      | ausgeschieden | ausgeschieden | 12     |
| Oliwia Jablonska        | 100 m Schmetterling S10 | 1:11,22 min | 5       | 1:08,77 min   | 3             | Bronze |
| Oliwia Jablonska        | 50 m Freistil S10       | 29,41 s     | 11      | ausgeschieden | ausgeschieden | 11     |
| Oliwia Jablonska        | 400 m Freistil S10      | 4:47,30 min | 6       | 4:35,52 min   | 4             | 4      |
| Joanna Mendak           | 100 m Schmetterling S13 | 1:08,06 min | 6       | 1:08,37 min   | 7             | 7      |
| Joanna Mendak           | 50 m Freistil S13       | 28,64 s     | 5       | 28,35 s       | 5             | 5      |
| Joanna Mendak           | 100 m Freistil S13      | 1:03,73 min | 11      | ausgeschieden | ausgeschieden | 11     |

### Tischtennis
| Athleten                                           | Wettbewerb       | Gruppenphase      | Gruppenphase | Achtelfinale  | Achtelfinale  | Viertelfinale | Viertelfinale | Halbfinale         | Halbfinale    | Finale              | Finale        | Rang |
| Athleten                                           | Wettbewerb       | Gegner            | Erg.         | Gegner        | Erg.          | Gegner        | Erg.          | Gegner             | Erg.          | Gegner              | Erg.          | Rang |
| -------------------------------------------------- | ---------------- | ----------------- | ------------ | ------------- | ------------- | ------------- | ------------- | ------------------ | ------------- | ------------------- | ------------- | ---- |
| Männer                                             |                  |                   |              |               |               |               |               |                    |               |                     |               |      |
| Rafal Czuper                                       | Einzel C2        | I. Espindola      | 3:0          | —             | —             | M. Ludrovsky  | 3:0           | S. Molliens        | 3:1           | F. Lamirault        | 1:3           |      |
| Rafal Czuper                                       | Einzel C2        | Gao Y.            | 3:0          | —             | —             | M. Ludrovsky  | 3:0           | S. Molliens        | 3:1           | F. Lamirault        | 1:3           |      |
| Maciej Nalepka                                     | Einzel C3        | F. Merrien        | 0:3          | Feng P.       | 0:3           | ausgeschieden | ausgeschieden | ausgeschieden      | ausgeschieden | ausgeschieden       | ausgeschieden | 9    |
| Maciej Nalepka                                     | Einzel C3        | M. Rodriguez      | 3:2          | Feng P.       | 0:3           | ausgeschieden | ausgeschieden | ausgeschieden      | ausgeschieden | ausgeschieden       | ausgeschieden | 9    |
| Krzysztof Zylka                                    | Einzel C4        | Kim Y.-g.         | DNS          | ausgeschieden | ausgeschieden | ausgeschieden | ausgeschieden | ausgeschieden      | ausgeschieden | ausgeschieden       | ausgeschieden | 13   |
| Krzysztof Zylka                                    | Einzel C4        | P. Mihalik        | 2:3          | ausgeschieden | ausgeschieden | ausgeschieden | ausgeschieden | ausgeschieden      | ausgeschieden | ausgeschieden       | ausgeschieden | 13   |
| Rafal Lis                                          | Einzel C4        | Choi I.-s.        | 3:2          | —             | —             | N. Turan      | 2:3           | ausgeschieden      | ausgeschieden | ausgeschieden       | ausgeschieden | 5    |
| Rafal Lis                                          | Einzel C4        | S. Vural          | w.o.         | —             | —             | N. Turan      | 2:3           | ausgeschieden      | ausgeschieden | ausgeschieden       | ausgeschieden | 5    |
| Piotr Grudzien                                     | Einzel C8        | Ye C.             | 3:2          | —             | —             | L. Karlsson   | 3:2           | Zhao S.            | 2:3           | Ye C.               | 3:2           |      |
| Piotr Grudzien                                     | Einzel C8        | B. Mizrachi       | 3:0          | —             | —             | L. Karlsson   | 3:2           | Zhao S.            | 2:3           | Ye C.               | 3:2           |      |
| Marcin Skrzynecki                                  | Einzel C8        | E. Andersson      | 3:2          | A. Csonka     | 2:3           | ausgeschieden | ausgeschieden | ausgeschieden      | ausgeschieden | ausgeschieden       | ausgeschieden | 9    |
| Marcin Skrzynecki                                  | Einzel C8        | Ross Wilson       | 3:1          | A. Csonka     | 2:3           | ausgeschieden | ausgeschieden | ausgeschieden      | ausgeschieden | ausgeschieden       | ausgeschieden | 9    |
| Patryk Chojnowski                                  | Einzel C10       | J. Cardona        | 3:0          | —             | —             | M. Boheas     | 3:1           | K. Gardos          | 3:0           | Ge Yang             | 2:3           |      |
| Patryk Chojnowski                                  | Einzel C10       | I. Karabec        | 3:1          | —             | —             | M. Boheas     | 3:1           | K. Gardos          | 3:0           | Ge Yang             | 2:3           |      |
| Rafal Czuper Maciej Nalepka                        | Mannschaft C3    | —                 | —            | —             | —             | Thailand      | 1:2           | ausgeschieden      | ausgeschieden | ausgeschieden       | ausgeschieden | 5    |
| Rafal Lis Krzysztof Zylka                          | Mannschaft C4-5  | —                 | —            | Ägypten       | 1:2           | ausgeschieden | ausgeschieden | ausgeschieden      | ausgeschieden | ausgeschieden       | ausgeschieden | 9    |
| Patryk Chojnowski Piotr Grudzien Marcin Skrzynecki | Mannschaft C9-10 | —                 | —            | —             | —             | Niederlande   | 2:1           | Spanien            | 1:2           | Frankreich          | 2:1           |      |
| Frauen                                             |                  |                   |              |               |               |               |               |                    |               |                     |               |      |
| Dorota Buclaw                                      | Einzel C1-2      | I. Lafaye Marziou | 0:3          | —             | —             | G. Rossi      | 2:3           | ausgeschieden      | ausgeschieden | ausgeschieden       | ausgeschieden | 5    |
| Katarzyna Marszał                                  | Einzel C6        | M. Lytovchenko    | 0:3          | —             | —             | —             | —             | ausgeschieden      | ausgeschieden | ausgeschieden       | ausgeschieden | 5    |
| Katarzyna Marszał                                  | Einzel C6        | S. Grebe          | 1:3          | —             | —             | —             | —             | ausgeschieden      | ausgeschieden | ausgeschieden       | ausgeschieden | 5    |
| Karolina Pek                                       | Einzel C9        | L. Kramm          | 3:0          | —             | —             | —             | —             | Liu Meng           | 2:3           | D. Rauen            | 3:2           |      |
| Karolina Pek                                       | Einzel C9        | Xiong G.          | 3:2          | —             | —             | —             | —             | Liu Meng           | 2:3           | D. Rauen            | 3:2           |      |
| Karolina Pek                                       | Einzel C9        | D. Rauen          | 3:1          | —             | —             | —             | —             | Liu Meng           | 2:3           | D. Rauen            | 3:2           |      |
| Natalia Partyka                                    | Einzel C10       | S. Walloe         | 3:0          | —             | —             | —             | —             | B. Costa Alexandre | 3:2           | Yang Qian           | 3:0           |      |
| Natalia Partyka                                    | Einzel C10       | M. Tapper         | 3:0          | —             | —             | —             | —             | B. Costa Alexandre | 3:2           | Yang Qian           | 3:0           |      |
| Natalia Partyka                                    | Einzel C10       | U. Ertis          | 3:0          | —             | —             | —             | —             | B. Costa Alexandre | 3:2           | Yang Qian           | 3:0           |      |
| Krystyna Siemieniecka                              | Einzel C11       | Maki Ito          | 3:0          | —             | —             | —             | —             | Wong Ka Man        | 3:1           | N. Kosmina          | 0:3           |      |
| Krystyna Siemieniecka                              | Einzel C11       | Ng Mui Wui        | 3:2          | —             | —             | —             | —             | Wong Ka Man        | 3:1           | N. Kosmina          | 0:3           |      |
| Dorota Nowacka                                     | Einzel C11       | N. Kosmina        | 0:3          | —             | —             | —             | —             | ausgeschieden      | ausgeschieden | ausgeschieden       | ausgeschieden | 5    |
| Dorota Nowacka                                     | Einzel C11       | Wong Ka Man       | 2:3          | —             | —             | —             | —             | ausgeschieden      | ausgeschieden | ausgeschieden       | ausgeschieden | 5    |
| Katarzyna Marszał Natalia Partyka Karolina Pek     | Mannschaft C6-10 | —                 | —            | —             | —             | Frankreich    | 2:1           | Brasilien          | 2:0           | Volksrepublik China | 2:1           |      |